# Сильвія Плат
Сильвія Плат (англ. Sylvia Plath; 27 жовтня 1932 — 11 лютого 1963) — американська феміністська поетеса і письменниця, одна з засновниць жанру «сповідальної поезії» в англомовній літературі. За життя Плат вийшла лише поетична збірка «Колос та інші поезії» (англ. The Colossus & Other Poems, Лондон, 1960) і напівавтобіографічний роман «Під скляним ковпаком» (1963).
Злет творчої кар'єри поетеси був перерваний трагедією: на початку 1963 року, страждаючи від важкої депресії, Сильвія Плат наклала на себе руки. Визнання поетичного таланту Плат більшою мірою відбулось після її смерті. 1965 року була видана збірка «Аріель», яка отримала захоплену критику і стала одним з головних бестселерів англо-американської поезії XX ст. У 1982 році за книгу «Збірка віршів» (Collected Poems) Плат посмертно удостоєна Пулітцерівської премії.
Як представниця сповідальної поезії, Сильвія Плат писала про власні переживання, відчуття, страхи. Серед тем її лірики — сім'я, жіноча доля, природа, смерть.

## Життєпис

### Ранні роки, втрата батька
Сильвія Плат народилася у Велику депресію, 27 жовтня 1932 року в Бостоні, штат Массачусетс. Її батько, Отто Еміль Плат (Otto Emil Plath, 1885—1940), емігрант з Грабова (Німеччина), був професором біології і німецької мови в Бостонському університеті, спеціалістом з бджіл, автором академічного дослідження Bumblebees and Their Ways, виданого у 1934 році. Мати, Аурелія Шобер Плат (Aurelia Schober Plath, 1906—1994), американка першого покоління з австрійським корінням, була молодшою за чоловіка на 21 рік. Вона працювала друкаркою і бібліотекаркою в Бостонському університеті, а крім того — вчителькою німецької та англійської мов у середній школі в Брукліні. Отто і Аурелія познайомились, коли Аурелія була студенткою випускного курсу коледжу і почали зустрічатися в 1930 році. Взимку 1931 мати Аурелії відвезла доньку і Отто в Рено, штат Невада, щоб останній міг розлучитися з дружиною, після чого обидва попрямували в Карсон-Сіті, де одружилися в січні 1932 року. Сильвія обожнювала батька, але перебувала під владою його «залізної волі» і страждала від авторитарних методів виховання. Згодом цей конфлікт відбився в деяких її творах, зокрема, вірші «Татусь» (Daddy, 1962), що отримав майже скандальну відомість.

Спочатку родина мешкала в передмісті Бостона, в районі Джамайка-плейн (24 Prince Street), але після народження у 1935 році сина Воррена переїхала до Вінтропа, міста на схід від Бостона (92 Johnson Avenue), звідки Отто кожен день вирушав на роботу до університету — по черзі на автобусі, поромі й тролейбусі. Саме тут Сильвія вперше побачила і полюбила море. Воррен ріс хворобливим, і оскільки батько займався суто наукою, мати приділяла Сильвії дуже мало часу. З батьком у дітей склалися своєрідні відносини. Скоро Сильвія зрозуміла, що єдиний її шанс отримати увагу батька — це досягти успіху в школі. Як писала Лінда Вагнер-Мартін, авторка біографії поетеси: 
…Лише хвилин двадцять протягом вечора він знаходив у собі сили, щоб побачитися з дітьми. Після цього Сильвію і Воррена забирали. З батьком <діти> обговорювали, що вивчили за день, читали вірші, вигадували розповіді і виступали, як на сцені. Ці відносини, які навряд можна було б вважати нормальними, створювали особливий образ батька: критика та судді, якому слід було догоджати. Це позбавило дітей можливості познайомитись зі своїм батьком так, як вони познайомились з <дідом-Шобером>, пізнати в ньому розуміючого батька.
Більшу частину дитинства Сильвія провела з батьками матері в Порт-Ширлі, в Вінтропі, штат Массачусетс. Вони були надзвичайно освіченими людьми, знали кілька мов.
Здоров'я батька стало гіршати незабаром після народження сина Воррена. Помітивши у себе симптоми, схожі на рак, Плат-старший сповнився впевненості, що і сам страждає невиліковною хворобою, і медичне обстеження проходити не став. Аурелія Плат звернулася до лікаря, коли інфекція великого пальця ноги вже переросла в гангрену, і ногу довелося ампутувати. Отто Плат помер 5 листопада 1940 року, через півтора тижні після восьмиріччя Сильвії. Причиною смерті стали ускладнення після операції, пов'язаної з запущеним цукровим діабетом: хворобою, на той час вже цілком виліковною. Вагнер-Мартін стверджувала, що Плат-старший помер через недостатність лікарняного догляду, але Аурелія Плат (в передмові до «Листів додому») писала, що Отто помер від емболії легені. Один з друзів Плата після його смерті зауважив, що не розуміє, як «… міг такий розумний чоловік виявитися таким дурнем». Для Сильвії смерть батька стала потрясінням, яке наклало відбиток на її життя і творчість. «Я ніколи більше не стану розмовляти з Богом!», — записала вона у щоденнику. Отто Плат був похований на Вінтропському кладовищі; враження від одного з візитів сюди згодом лягли в основу вірша «Electra on Azalea Path». У вірші «Татусь» Сильвія вибухнула гнівною тирадою на адресу батька, який «кинув» її. У вірші є фрейдистські мотиви: донька воскрешає батька-вампіра, щоб знову вбити його. На думку критиків, образ батька Плат не раз з'являвся в її прозі та поезії і незмінно символізував відсутність, а також підкреслював неможливість вічного кохання.
У 1941 році в дитячому розділі газети Boston Herald з'явився перший вірш Плат — Poem («Про те, що я бачу і чую спекотними літніми ночами», — так описувала його зміст юна поетеса). В 1942 році Аурелія Плат отримала посаду в Бостонському університеті і перевезла сім'ю (включаючи своїх батьків) з Вінтропа до Веллеслі, в новий будинок на Елмвуд-роуд, 26. Тут Сильвія повторно вступила в п'ятий клас середньої школи, щоб вчитися з однолітками (до цього вона навчалася з дітьми на рік старшими). Аурелія вважала, що це допоможе доньці зняти напругу, пов'язану з втратою, але вона зберігалась: Сильвія навіть вважала, що смерть батька (яку він міг відвернути) була прихованим самогубством. У Веллеслі вона прожила до вступу в коледж.
Аурелія Плат працювала на двох роботах, щоб утримувати дітей, але, судячи з щоденника, Сильвія в дитинстві відчувала до неї почуття, близькі до ненависті. Дівчинка навчалася у середній школі Бредфорда (Gamaliel Bradford Senior High School, тепер — Wellesley High School) і протягом усіх років вважалася «взірцевою ученицею»: отримувала тільки відмінні оцінки на іспитах, демонструючи блискучі досягнення в англійській, особливо в творчій частині шкільного курсу. При цьому вона була головною редакторкою шкільної газети The Bradford.
Весь цей час Плат безперервно писала оповідання і розсилала їх у популярні жіночі та юнацькі журнали. До моменту вступу до Коледжу Сміт вона написала понад п'ятдесят оповідань, в якийсь момент нарахувавши у себе понад шістдесят листів з відмовами. Проте були і публікації: в цілому в шкільні роки вона друкувалася дев'ять разів і заробила $63,70. У 1949 році Плат опублікувала в The Atlantic Monthly статтю A Reasonable Life in a Mad World, написану в співавторстві з однокласником. Відповідаючи на одну з попередніх публікацій, юні автори спростовували тезу про те, що сучасна людина повинна жити, покладаючись на логіку, і стверджували важливість духовної і чуттєвої складових життя людини. Плат проявила і талант в живописі: в 1947 році вона стала лауреаткою The Scholastic Art & Writing Awards.

### Навчання в коледжі

#### Сміт-коледж
У 1950 році Плат за протекцією американської письменниці Олівії Хіггінс Проут (англ. Olive Higgins Prouty), отримала стипендію для навчання в Сміт-коледжі, престижному жіночому інституті в Нортгемптоні, штат Массачусетс. Студенткою, Сильвія почала листування з Олівією, яке тривало багато років. Восени 1950 року Плат була у нестямі від щастя. Однак в коледжі вона одразу відчула тиск середовища: це стосувалося як жорстких академічних вимог, так і соціального життя.

Сильвія Плат, кінець 40-х років

Щоденники, які Плат почала вести з 1944 року, в коледжі набули для неї особливої важливості. Вони стали не тільки каналом для сповіді, а й джерелом натхнення, документальним свідченням свіжих вражень, до якого поетеса-початківиця постійно зверталася. На цих сторінках вона залишала начерки віршів і оповідань, формулювала плани на майбутнє. Студентські вірші Плат відрізнялися врівноваженістю і барвистістю, вона багато працювала над складом, структурою, ретельно вивіряла техніку вірша, намагаючись кожен рядок довести до ідеалу. До того часу в неї виробився потяг до досконалості, а разом з ним — невпевненість у своїх силах. «Ніколи не досягти мені досконалості, якої я прагну всією душею — в малюнках, віршах і оповіданнях», — писала вона в щоденнику. Окрім академічного словника англійської мови, Плат глибоко вивчила твори Ділана Томаса, Воллеса Стівенса, Г'ю Одена, Річарда Вілбера, Маріанни Мур і Джона Кроу Ренсома. Серед джерел натхнення були також Вілла Кесер, Вірджинія Вулф і Ліліан Хелман.
Починаючи з 1950 року Плат активно публікувалася в періодичних виданнях загальнонаціонального масштабу. У березні газета Christian Science Monitor опублікувала її статтю «Заклик юнацтва за мир у всьому світі» (англ. Youth's Appeal for World Peace), також у вересні тут вийшов вірш Bitter Strawberries. Оповідання And Summer Will Not Come Again з'явилося в серпневому номері журналу Seventeen. До 1953 року Плат співпрацювала й з кількома місцевими газетами, зокрема, Daily Hampshire Gazette і Springfield Union, остання використовувала її як власну кореспондентку в Сміт-коледжі. Якщо перший курс був для Сильвії певною мірою випробувальним (викладач англійської регулярно виставляв їй «четвірки»), то другий виявився надзвичайно вдалим. Практично всі професори тепер захоплювалися її здібностями і працьовитістю.

#### Стажування в Нью-Йорку
Радість першого успіху Плат відчула під час літніх канікул після закінчення третього курсу, коли оповідання Sunday at the Mintons забезпечило їй першу премію в конкурсі Mademoiselle Fiction Contest, що проводився журналом Mademoiselle. Разом з премією вона дістала запрошення на місячне стажування як позаштатний редактор на Медісон-авеню, 575 у Нью-Йорку. В складі групи з іншими конкурсантками-переможницями Плат оселилася в готелі Barbizon; згодом події цього знаменного місяця були докладно описані нею в романі «Під скляним ковпаком» (готель фігурує там під назвою The Amazon).

#### Депресія
З Нью-Йорка Плат повернулася емоційно, інтелектуально і фізично виснаженою. Вона сподівалася, що зможе вступити до Гарварду на річний літературний курс, але отримала відмову. Крім того, з'ясувалося, що на продовження навчання в Сміт-коледжі бракує грошей, і їй довелося перевестись в Лоуренс. Весь цей час її переслідували авторський блок, депресія і страхи, причиною яких було «невгамовне прагнення до досконалості». У липні вона припинила вести щоденник, більше того (якщо вірити роману), втратила здатність спати, читати і писати. Аурелія Плат уточнювала: її донька читала, але лише одну книгу: «Патопсихологія» (англ. Abnormal Psychology) Зигмунда Фрейда. Всі деталі фатального літа 1953 року задокументовані в небагатьох її листах і романі «Під скляним ковпаком».
В стані тяжкої депресії Плат вчинила спробу самогубства 24 серпня, з запискою: «Пішла на прогулянку, буду завтра»,  взяла з собою ковдру, пляшку води, баночку снодійного і сховалась в підвалі свого будинку, де почала ковтати таблетки, запиваючи їх водою. Залишивши 8 таблеток, втратила свідомість. Аурелія Плат не повірила записці і через кілька годин зателефонувала в поліцію. Спочатку розглядалося лише зникнення, після виявлення в будинку зникнення снодійного, — версія самогубства. По всьому Бостону за участю груп бойскаутів почався інтенсивний пошук «красуні зі Сміт-коледжу»; особлива увага приділялася парковій зоні і ставку Морс. 25 серпня повідомлення про зникнення Плат з'явилися в газетах: до пошуку підключилися багато її друзів. 26 серпня газетні повідомлення набули все похмурішого характеру, але до вечора Плат знайшли.
За посередництва Олівії Хіггінс Проут Сильвію Плат помістили в клініку Маклін в Бельмонті; тут її лікували сеансами електросудомної терапії. Олівія, що свого часу перенесла психологічний зрив, оплатила лікування своєї протеже. Одужання було нелегким, але навесні 1954 року Плат поновилася в Сміт-коледжі. Вважається, що саме в ці дні почалося формування її справжнього поетичного дару. Того ж року Плат познайомилася з Річардом Сассуном, який став її близьким другом, а також здійснила давню мрію: вступила на річний літературний курс до Гарварду, проживши ці дні з Ненсі Хантер-Стайнер (англ. Nancy Hunter-Steiner) на Массачусетс-авеню. Події цього періоду Плат також досить докладно описала в романі «Під скляним ковпаком».

#### Кембридж
Після успішного закінчення коледжу Сильвія Плат за дипломну роботу «Двійниковість у творчості Достоєвського» (The Magic Mirror: A Study of the Double in Two of Dostoevsky's Novels) отримала грант програми Фулбрайта, який дозволив їй продовжити навчання в Кембриджі. Перші враження від міста та університету були найсприятливіші. З'ясувалося, що в цілому академічна програма Ньюнем-коледжу, куди вона вступила, була простішою, ніж в Сміт-коледжі: протягом двох років їй належало вчитися самостійно, щотижня здаючи есе на задані теми і проходячи консультації з куратором. Вже восени Плат дозволила собі стати учасницею Клубу любителів театру (ADC) і навіть зіграти на сцені невелику роль — «божевільної поетеси». Весь цей час вона підтримувала відносини з Р. Сассуном, який перебував в Парижі, і навіть провела з ним зимові канікули, але незабаром отримала листа, у якому він повідомляв, що хотів би перервати стосунки. Плат знову почала занурюватися в депресію; цьому сприяли незвично холодна британська погода, застуди і грип, що її переслідували, та проблема з оком (описана у вірші The Eye-Mote). В Кембриджі Плат багато писала, публікувалася в університетському журналі Varsity. В числі її викладачок була Доротея Крук (спеціалістка по Генрі Джеймсу і літературі «моралізму»), до якої Плат ставилася з великою повагою.

### Кар'єра і шлюб

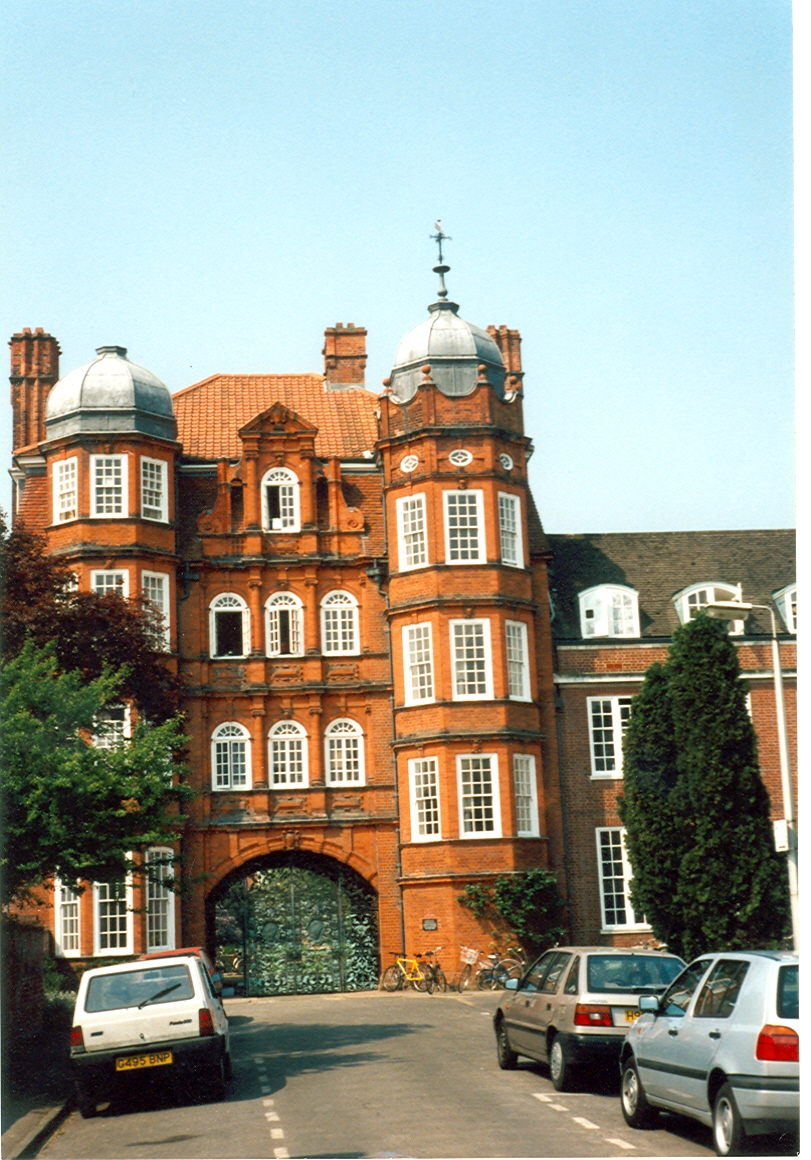
Ньюнем-коледж в Кембриджі, де навчалась Сильвія Плат

У лютому 1956 року Плат познайомилася з молодим британським поетом Тедом Г'юзом; у вірші Pursuit, порівнюючи коханого з пантерою, Плат передрікала: «Одного разу я прийму смерть від нього» (англ. One day I’ll have my death of him). У Плат і Г'юза виявилося багато спільного, зокрема, впливи: Вільяма Єйтса, Ділана Томаса, Девіда Лоуренса. Прийнято вважати, що багато в чому Г'юз, який глибоко знав класику, зокрема, Чосера і Шекспіра, допоміг Плат знайти її власний поетичний голос, який став згодом знаменитим. В червні 1956 року вони одружились, а літо провели в Іспанії.
Сильвія Плат була одружена з британським поетом-лауреатом Тедом Г'юзом. Шлюб був творчим тандемом, де провідну роль відігравав Г'юз. Після смерті Плат Г'юз заснував фонд Estate of Sylvia Plath, який розпоряджався правами на літературну спадщину поетеси.
Довгий час у пресі тривала дискусія з приводу самогубства Плат і вини Г'юза у її смерті. Деякі шанувальники й шанувальниці її поетичного дару, а також літературні критики(-ні) прямо звинувачували Г'юза і називали його «вбивцею Сильвії Плат».
Г'юз і Плат стали вести звичайне для літераторів життя: викладали, часом жили на літературні стипендії, підробляли на Бі-бі-сі. Плат схилялася перед талантом чоловіка, вона виконувала функції його секретарки, передруковувала вірші і розсилала їх у видавництва, обіцяючи Г'юзу, що той з її допомогою «стане першим поетом Америки». Вважається, багато в чому завдяки її організаторської діяльності поет отримав на початку 1957 року Першу премію за книгу The Hawk in the Rain у конкурсі Нью-Йоркського центру поезії, про власну участь в якому він дізнався вже як лауреат. Одночасно почав формуватися і власний, новий поетичний стиль Сильвії Плат, що свідчив про справжній талант, який лише в малому ступені проявлявся в її ранній творчості. В числі віршів, написаних нею взимку 1957 року, що одержали згодом популярність, були Sow,The Thin People і Hardcastle Crags. У березні 1957 року Плат запропонували місце викладачки початкового курсу англійської мови в Сміт-коледжі, і, склавши іспити в Кембриджі, вона з чоловіком у червні 1957 року прибула до Нью-Йорку; в серпні подружжя переїхало до Нортгемптону. Викладацька діяльність виявилася для Плат справою набагато складнішою і виснажливішою, ніж вона уявляла. Найбільше її гнітила катастрофічна відсутність часу для творчої діяльності. Взимку 1958 року Плат багато хворіла, була практично прикута до ліжка, а ближче до літа переїхала з чоловіком до Бостона, почала працювати на півставки в приймальні психіатричного відділення Массачусетської лікарні: враження від роботи лягли в основу оповідань Johnny Panic and the Bible of Dreams і The Daughter's of Blossom Street, які фахівці вважають найсильнішими в її прозовому доробку (другий з них був надрукований в London Magazine під більш раннім заголовком This Earth Our Hospital). У ці ж дні Плат вступила на семінар літераторів, який вів Роберт Лоуелл в Бостонському університеті. Тут вона познайомилася з Джорджем Старбаком і Енн Секстон. До цього ж часу відноситься її знайомство з поетом Стенлі Мервіном, шанувальником її творчості, з яким поетеса зберігала дружні відносини до кінця життя. Звільнившись від обмежень регулярної викладацької діяльності, Плат знову зайнялася поетичною творчістю.

#### Переїзд до Англії
У 1959 році Плат завагітніла. Чоловік захотів, щоб дитина народилася на його рідній землі, і подружжя вирішило знову вирушити до Англії. Незадовго до відплиття вони провели деякий час у Йаддо, письменницькому містечку в Колорадо-Спрінгс. Тут Плат під впливом свіжих вражень створила вірші Dark Wood, Dark Water і The Manor Garden, а також The Colossus, про батька. У грудні подружжя вирушило до Великої Британії, Різдво зустріли в Хептонстоллі. Для Плат знову почалися психологічні випробування; історія її непростих стосунків з Олвін Г'юз, сестрою чоловіка, докладно описана в біографії Bitter Fame, написаній письменницею і поетесою Енн Стівенсон.
На початку 1960 року Г'юз оселилися в лондонському передмісті Прімроуз-хілл (3 Chalcot Square). Плат зустрілася в Сохо з видавцем Хейнеманн (Heinemann) і підписала контракт на публікацію збірки The Colossus & Other Poems, яка вийшла 31 жовтня. Відгуки на книгу в цілому були позитивні. Але клопоти, пов'язані з публікацією і народженням доньки (Фріда Ребекка народилася 1 квітня), знову поставили Плат перед проблемою: писати було ніколи. За весь 1960 рік вона створила лише 12 віршів (у їх числі You're, Candles і The Hanging Man, що згодом стали відомими). Втім, вона повернулася до прози: написала оповідання Day of Success і The Lucky Stone. Наприкінці 1960 завагітніла знову, в лютому 1961 стався викидень, тоді ж довелося видаляти апендикс — так в лікарні вона провела майже всю зиму. Враження від перебування тут лягли в основу віршів Tulips і In Plaster, а крім того стали першим імпульсом до написання роману. У березні 1961 року Плат розпочала працювати над романом «Під скляним ковпаком» і писала книгу без зупинки впродовж сімдесяти днів.
Народження дитини не тільки не завадило творчому розквіту Плат, але, навпаки, стало для неї джерелом нової енергії. 1961 року поетеса завершила 22 вірші — в їх числі Morning Song, Barren Woman, Parliament Hill Fields і Insomniac: останній здобув перший приз на поетичному конкурсі фестивалю в Челтенхемі (Cheltenham Festival Poetry Competition) 1962 року. У серпні, після відпустки у Франції (затьмареної сварками), Г'юз оселилися в Норт-Тоутоні, графство Девон, у великому будинку, що належав серу Роберту Арунделлу. Тут, в жовтні 1961 року Плат завершила роботу над одним з найвідоміших віршів The Moon and the Yew Tree, який у багатьох відношеннях став відправною точкою її недовгого творчого життя. У тому ж місяці перше її оповідання The Perfect Place (спочатку — The Lucky Stone) було надруковане в жіночому журналі My Weekly.
У листопаді вона отримала $ 2000 в рамках гранту від спільноти імені Юджина Секстона (англ. Eugene F. Saxton Fellowship) на перший роман, який до того часу вже був завершений. 17 січня 1962 у Плат народився син Ніколас. Починаючи з квітня поетеса відчула небувалий творчий підйом, з-під її пера вийшли вірші, які пізніше увійшли до збірки «Аріель», і багатьма вважаються найкращими в її спадщині (Elm, The Rabbit Catcher та ін.). Порив натхнення виявився затьмарений сімейними проблемами: Сильвія запідозрила Теда в невірності (травневі вірші Apprehensions і Event відобразили ці почуття). Проблема ускладнювалася тим, що в Англії у неї не було близьких людей; багато часу вона проводила за листами до американських подруг.
14 травня в США у видавництві Alfred A. Knopf вийшла збірка The Colossus and other Poems; на прохання поетеси деякі вірші (ті, в яких критики угледіли вплив Теодора Ретке) в американське видання включені не були. Відгуки критики були нечисленними і стриманими, тим не менш, у листі матері Сильвія писала: «Це найбільш насичений і щасливий час у моєму житті». У ці дні вона почала писати продовження «Скляного ковпака»: історію американської дівчини в Англії, яка тут закохалася і вступила в шлюб. Поетеса сподівалась подарувати чоловікові чорновий начерк до його дня народження в серпні. Але мати, приїхавши до дочки, зрозуміла, що в житті Сильвії не все так безхмарно, як можна було судити з листів, і відносини між подружжям напружені. Плат деякий час вже підозрювала, що Г'юз зраджує їй; в червні вона отримала тому підтвердження, а незабаром спалила рукопис незакінченого роману-продовження. Деякий час по тому нею були знищені тисячі листів — як до нього, так і до матері, а також численні начерки віршів. Один з її нових липневих творів мав назву «Спалюючи листи» (англ. Burning the Letters). У вересні 1962 року в надії відновити відносини Тед і Сильвія вирушили на відпочинок в Ірландію, де зупинилися в Клеггані, в маєтку «Олд-Фордж», що належав поетові Ричарду Мерфі. Раптово Г'юз спішно покинув особняк і вирушив, як з'ясувалося пізніше, до своєї коханки, Асі Гутман Вевілл, дружині канадського поета Девіда Вевілла, світській пані із зовнішністю кінозірки, яка народилася в Німеччині.
Плат повернулася в Девон одна і вже в листопаді подала на розлучення. Ця подія збіглася з новим поривом натхнення: протягом жовтня поетеса створила щонайменше 26 віршів, в їх числі — Stings, Wintering, The Jailer, Lesbos, Ariel; майже всі вони увійшли до посмертно виданої збірки «Аріель» (1965). Зрада чоловіка призвела до того, що раніше помітні мотиви саморуйнування в її поезії стали майже нав'язливими. «Помирати / Адже теж мистецтво. / Я це роблю блискуче.» (Dying / is an art, like everything else. / I do it exceptionally well), — писала Сильвія Плат в Леді Лазар, одному із найвідоміших віршів того часу. Багато хто відзначав згодом як разючий той факт, що натхнення приходило до поетеси рано вранці, вона починала писати близько четвертої ранку і припиняла роботу, як тільки прокидалися діти. Втім, цей найважливіший період у її творчості практично не документований в щоденниках (Г'юз стверджував, щонайменше один щоденник цього часу вона втратила, а інший — знищила). Тим часом, осінній поетичний «бліцкриг» Плат тривав і в листопаді (The Couriers, Getting There, Gulliver, Death & Co. та ін.)
7 листопада 1962 в листі матері Сильвія писала:
| Ліві лапки | Жити окремо від Теда просто чудово, я більше не перебуваю в його тіні. | Праві лапки |

#### «Під скляним ковпаком»
14 січня 1963 під псевдонімом Victoria Lucas вийшов роман Сильвії Плат «Під скляним ковпаком». Він отримав високі оцінки критиків, але переважно, вже після загибелі авторки. Згодом для молодих читачок різних десятиліть книга стала одкровенням; роман придбав репутацію жіночого аналога «Ловця у житі». Проте безпосередньою реакцією критики Плат була розчарована, а також тим, що видавництво Knopf взагалі відмовилося випускати книгу в США, визнавши її надто особистою. У США роман вийшов лише в 1971 році. Книга розійшлася накладом 90 тисяч примірників і продавалася в США за ціною 6,95 $, ще понад мільйон екземплярів розійшлися в м'якій обкладинці. Ім'я головної героїні роману — Естер Грінвуд — було похідним від сумно відомої в США Етель Розенберг Грінгласс, суд над якою в 1953 році, а також смертна кара, що послідувала за судом, були показовими і мали великий вплив на американське суспільство. Багато американців, у тому числі і Плат, вважали, що Розенберг стала жертвою жахливої несправедливості і політичних махінацій влади.
Незадовго до публікації роману в США, ще в 1970 році мати Сильвії Плат, висловила протест видавництву Harper & Row у зв'язку з планованою посмертною публікацією. Вона стверджувала, що роман був халтурою, написаною лише заради заробітку, і що сама Сильвія ніколи б не хотіла, щоб він був опублікований під її справжнім ім'ям. На думку матері, метою написання книги було показати, як виглядає світ крізь викривлене скло ковпака. Вона також стверджувала, що Сильвія планувала написати продовження, яке б показувало той же самий світ, але вже очима здорової особистості.
З листа Аурелії Плат:
|  | Практично кожен персонаж «Скляного ковпака» зображував когось, часто карикатурно, кого любила Сильвія. Сам по собі роман є підлою невдячністю. Це було не властиво Сильвії.Оригінальний текст (англ.) Practically every character in The Bell Jar is represents someone — often in caricature - whom Sylvia loved. As the book stands by itself, it represents the basest ingratitude. That was not the basis of Sylvia's nature |

Роман заведено вважати автобіографічним. Дія роману відбувається в Нью-Йорку і частково в передмістях Бостона. Він розповідає про шість місяців життя дев'ятнадцятирічної Естер Грінвуд, яка, закінчивши навчання в університеті, починає кар'єру в журналі. Вона мріє стати поеткою і подорожувати світом. Естер стикається з розчаруванням в житті, суспільстві, втрачає впевненість у собі і майбутньому. Постійно переймаючись питанням, «яке моє місце в цьому світі», вона впадає в депресію. Книга розповідає про нелегкий шлях віднаходження себе і своєї особистості, повернення до нормального життя через нервові зриви, лікарня, спроби самогубства. Головній героїні постійно доводиться мати справу з забобонами п'ятдесятих років XX століття щодо місця та ролі жінки в суспільстві. На неї чинять тиск і сім'я, і суспільство, що неминуче призводить до психологічного зламу, кризи особистості.
Складно сприймати роман окремо від історії письменниці, її поезії, історії її боротьби з депресією, важкого розлучення, а також самогубства, що відбулось за місяць після першої публікації роману.
І біографія, і загадковість особистості Сильвії Плат значною мірою впливають на сприйняття роману навіть критиками і вченими. При цьому критики сперечалися про те, чи варто розглядати роман як серйозний літературний твір, або ж він повинен бути віднесений до белетристики, написаної авторкою, чиїм справжнім покликанням була поезія. Роман «Під скляним ковпаком» викликав менше інтересу у вчених, ніж поезія Сильвії Плат, хоча деякі з відомих літературних критиків визнали роман важливим твором американської літератури. Представниці феміністської літературної критики зробили з роману свого роду маніфест, який критикує і викриває придушення жінок в 1950-х.

### Смерть
На початку зими Плат знову оселилася в Прімроуз-Хілл (тепер — за адресою Фіцрой-роуд, 23), в будинку, де жив колись Вільям Єйтс: останній обставині вона надавала особливого значення і вважала її добрим знаком. Г'юз і Плат спочатку в'їхали в нове помешкання як подружжя, щоб забезпечити Плат можливість зайняти більшу з двох квартир; плата за проживання була внесена на кілька років вперед. Тут поетесі належало провести надзвичайно холодну зиму — у будинку без телефону і з системою опалення, що працювала вкрай погано. Про цей час вона з гумором і дуже докладно розповіла у вірші Snow Blitz (включеному до збірки Johnny Panic and the Bible of Dreams). У ті дні Плат продовжувала розсилати свої нові роботи у видавництва та редакції, але реакція на них змінилася: «здавалося, видавці не були готові до віршів такої потужності», — писав автор біографії Пітер К. Стейнберг. Одним з перших оцінив новий поворот у її творчості поет, літературний критик, пізніше редактор А. Альварес. Час від часу в гості до неї заходили друзі; з'являвся і Г'юз, щоб забрати дітей на прогулянку лондонським зоопарком, що знаходився неподалік. Але більшість часу Плат проводила на самоті.
У січні 1963 року Плат знову пережила творчий підйом, створивши 20 нових віршів (Mystic, Sheep in Fog, Kindness та ін.) протягом п'ятнадцяти днів, більше того — заговоривши в них новим голосом: «…більш м'яким і менш агресивним, зваженим і рішучим, що мовби передавав відчуття близького кінця», — як писав Пітер К. Стейнберг. Достеменно не відомо, чи писала Плат щось протягом останніх шести днів свого життя; щоденників того часу не збереглося. Відомо лише, що в будинку без телефону із замерзлими батареями було дуже холодно, діти хворіли і поетка перебувала у важкій депресії. Ал Альварес, який навідував поетесу, говорив, що не може собі пробачити того, що не розпізнав ознак депресії у Плат. «На цьому рівні я підвів її. У свої тридцять років я був дурний. Що знав я про хронічну депресію? Їй потрібна була людина, яка б про неї дбала. Я на таке був не здатен», — говорив він у 2000 році.
За кілька днів до смерті Сильвії Плат доктор Хордер, лікар і близький друг, який жив неподалік, прописав їй антидепресанти. Розуміючи, що пацієнтка в небезпеці, і що в будинку знаходяться двоє маленьких дітей, він деякий час відвідував її щодня, потім спробував умовити її лягти в клініку, а коли це не вдалося, запросив медсестру з тим, щоб та перебувала в будинку постійно. Пізніше з приводу рецептів Хордера висловлювалися різні думки: згідно з одними — його препарати подіяти не встигли, згідно з іншими — могли навіть зашкодити.
7 лютого Плат з дітьми приїхала погостювати у своїх друзів, Джилліан і Джеррі Беккер, які викладали літературу в Мідлсекському політехнічному інституті. Вони провели разом два дні, протягом яких Плат постійно скаржилася на головний біль і, за словами Джилліан, весь час бурмотіла якісь нескладні речі. Одного разу вночі вона кілька годин не відпускала від себе Джилліан, скаржилась їй на Теда, який її зрадив, на сім'ю, особливо сестру Теда, яка її ненавиділа, на матір, яка, за її словами, була монстром, на життя, яке вже ніколи не буде колишнім. Згадувала і про спробу самогубства, зроблену в 1953 році. У п'ятницю 8 лютого Джилліан зателефонувала доктору Хордеру, який вирішив покласти Сильвію в клініку в найближчі вихідні. Однак у перших двох клініках, куди він подзвонив, не було місць, а третя клініка здалася йому не підходящою. Сильвія, на його думку, була дуже чутливою і вразливою людиною, для якої клініка була невідповідним місцем. Навіть не читаючи «Під скляним ковпаком», він знав, що Плат боялася лікарень. Її депресивний стан був на межі з патологією, але в лікарні вона була б розлучена з дітьми, що точно не пішло б їй на користь.
Близько дев'ятої ранку 11 лютого няня Міра Норріс (англ. Myra Norris) не змогла потрапити до будинку і звернулася за допомогою до робочого на ім'я Чарлз Ленгрідж. Вони й виявили Сильвію Плат мертвою в кухні, з головою, засунутою в духовку плити з увімкненим газом. З'ясувалося, що того дня рано вранці Плат залишила записку сусідові знизу, Тревору Томасу, з проханням викликати їй лікаря. Як було встановлено, майже відразу ж вона ретельно закрила двері в кімнати до дітей, загерметизувала щілини мокрими рушниками, прийняла велику дозу снодійного, увімкнула газ і сунула голову в плиту: це сталося приблизно о пів на п'яту Сильвія Плат похована в Хептонстоллі, графство Йоркшир, через тиждень після смерті.
В обставинах загибелі Сильвії Плат залишається багато незрозумілого. Висловлювалися припущення, що це самогубство було зірваним інсценуванням: якби сусід знизу прочитав записку, трагедії, найімовірніше, змогли б запобігти. Сам сусід, Тревор Томас, який протягом декількох годин перебував без свідомості, — під впливом газу, що просочився до нього на поверх, — вважав, що Плат увімкнула плиту як «сигнал лиха», щоб він прийшов до неї на допомогу.
Проте у книзі Giving Up: The Last Days of Sylvia Plath Джилліан Беккер писала, посилаючись на заяву офіцера поліції Гудчайлд, що Плат, «… судячи з того, як глибоко заштовхнула голову в духовку, дійсно свідомо йшла на смерть». Доктор Хордер вважав наміри своєї пацієнтки недвозначними. «Досить було побачити, з якою старанністю вона підготувала кухню, щоб зрозуміти, що ця дія була наслідком ірраціональної компульсії», — говорив він.
Тревор Томас що бачив Плат напередодні ввечері. Вона заходила до нього за маркою, яку збиралася використати для листа до Америки. Вона здалася Тревору нездоровою і нервовою. Плат наполягала на тому, щоб відшкодувати йому вартість марки. Коли він запропонував їй не турбуватися про це, Сильвія сказала, що «інакше совість її перед Господом не буде чистою».

### Після смерті
Одразу ж після смерті Сильвії Плат феміністки організували кампанію критики Теда Г'юза. Поетеса Робін Морган прямо звинуватила (у вірші The Arraignment, 1972) поета у вбивстві. Коли і його коханка Ася Вевілл вчинила суїцид (тим же способом, що і Плат, але при цьому вбивши ще й свою дочку Шуру), з'явилися гіпотези, що Г'юз був схильний до насильства. З надгробку Плат ім'я Г'юза раз за разом видаляли, після чого вдівець надовго забирав надгробок на реставрацію, фактично паплюжачи могилу.

Подруга Плат поетеса Енн Секстон на питання кореспондента The Paris Review в 1971 році, чи обговорювали вони питання самогубства, говорила: 
Самогубство, зрештою, це ж зворотна сторона вірша. Ми з Сильвією часто говорили про «зворотні сторони». Ми говорили про смерть зі спопеляючою напруженістю, обидві тягнулися до неї, як мошкара до електричної лампочки, просто присмоктуючись до цієї теми. … Мовби смерть дозволяла нам відчути себе реальнішими у своїй, конкретній миті.— Енн Секстон.
 Енн Секстон теж здійснила суїцид, отруївшись чадним газом у власному автомобілі 4 жовтня 1974 року.
У 1975 році — частково у відповідь на жваву суспільну реакцію на публікацію роману «Під скляним ковпаком» в Америці — окремим виданням під редакцією Аурелії Плат вийшла збірка під назвою «Листи додому. Листування 1950—1963 років» (Letters Home: Correspondence 1950—1963). Тут Сильвія Плат постала перед авдиторією енергійною молодою жінкою, рухомою жагою успіху, якій доводиться долати періоди глибокої депресії.
Протягом 60-х і 70-х років творчість Сильвії Плат досліджує та аналізує літературна критика. Розвиток феміністської думки з розглядати творчість Плат з цієї точки зору. Так, літературна критикиня Мері Еллман (англ. Mary Ellman) детально аналізує описи жіночого тіла у творах Плат. У 1970 році вийшла книга Еллман Thinking About Women, в якій один з розділів був присвячений поезії Плат. Інтерес до творчості поетеси все зростав, і з'явилося перше велике дослідження її творчості: у 1973 році опублікована книга Ейлін Еірд (англ. Eileen M. Aird) Sylvia Plath: The Woman and Her Work. Незадовго до цього вийшла збірка віршів Плат під редакцією Чарлза Ньюмана. Збірка містила також і есе, написане Енн Секстон, — The Barfly Ought to Sing (рос. П'яничці слід заспівати).
Проте найбільший інтерес до поезії Плат з'явився в 1981 році, коли вийшла збірка Collected Poems, складена Тедом Г'юзом. 1982 року Сильвії Плат за неї була посмертно присуджена Пулітцерівська премія. Також в 1982 році вийшли щоденники Плат під редакцією Г'юза. Феміністська спільнота критикувала Г'юза у вилученні небажаних для нього записів, щоб постати у найкращому світлі. Карен В. Кукіл в 2000 році випустила невідредаговану версію щоденників Плат.
З тих пір життя і творчість Сильвії Плат не раз надихали біографів на написання книг про поетесу. З появою доступу до паперів і документів біографи отримали можливість робити обґрунтованіші висновки і одностайно дійшли висновку, що причиною самогубства поетеси став психічний розлад і глибока депресія. У своїй книзі Her Hunsband: Hughes and Plath американська письменниця і біографиня Діана Мідлбрук піддала ретельному розбору відносини подружжя: «Сильвію Плат вбила депресія».
Біографічні дослідження відкрили широкій публіці не тільки Плат-поетесу і самогубцю, а й пристрасну скаутку в дитинстві, талановиту студентку, захоплену океаном, люблячу матір, любительку екстріму та швидкої їзди на своєму червоному автомобілі. Вона добре грала на альті і фортепіано, любила малювати, її щоденники і зошити рясніли різнобарвними і смішними карикатурами. Плат розмальовувала меблі квітковим орнаментом, була бджоляркою і кондитеркою, вільно говорила німецькою.
В 2001 році психологом Джеймсом С. Кауфманом була запропонована
назва «Ефект Сільвії Плат» для закономірності, відповідно до якої з усіх представників творчих професій поетеси в найбільшій мірі схильні до психічних розладів. Серед інших видатних поетес, які мали психічні розлади, — зокрема, Емілі Дікінсон та Сара Тісдейл.

## Книги про Сильвію Плат
Про життя і творчість Плат написано безліч книг, деякі з котрих викликали конфлікти між родиною і біограф(к)ами. Серед найвідоміших з них, Крім Теда Г'юза, який відкидав звинувачення у смерті дружини, — напружене листування між Жаклін Роуз Жаклін Роуз, Тедом Г'юзом і Олвін Г'юз, яка, за дивним збігом обставин, очолювала створений Г'юзом фонд Estate of Sylvia Plath і розпоряджалася правами на спадщину Сильвії Плат аж до 1991 року. Роуз детально описала конфлікт у статті «Це не біографія».
- Joyce Carol Oates. Dear Husband.
- Peter D. Kramer. Against Depression. — New York : Viking Pinguin, 2005.
- Andrew Solomon. The Noonday Demon. — New York : Touchstone, 2001.
- Elaine Showalter. A Jury of Her Peers: American Women Writers from Anne Bradstreet to Annie Proulx. — New York : Vintage Books, 2009.
- Heather Clark. The Grief of Influence: Sylvia Plath & Ted Hughes. — New York : Oxford University Press, 2011.
- Diane Middlebrook. Her husband: Hughes and Plath. — New York : Viking Pinguin, 2003.
- Karen V. Kukil. The Unabridged Journals of Sylvia Plath. — First Anchor Books, 2000.
- Paul Alexander. Rough Magic: A Biography of Sylvia Plath. — Da Capo Press, 1999.
- Edward Butscher. Sylvia Plath: Method and Madness: A Biography. — New York : Schaffner Press, Inc, 1976.
- Yehuda Koren, Eilat Negev. Lover of Unreason: Assia Wevill, Sylvia Plath's Rival and Ted Hughes' Doomed Love.
- Stephanie Hemphill. Your Own, Sylvia: A Verse Portrait of Sylvia Plath. — Knopf, 2007.
- Aurelia Schober Plath. Letters Home: Correspondence 1950-1963. — Harper & Row, 1975. — 502 p.
- Susan R. Van Dyne. Revising Life: Sylvia Plath's Ariel Poems. — The University of North Carolina Press, 1993.
- Janet Malcolm. The Silent Woman: Sylvia Plath and Ted Hughes. — New York : Knopf, 1993.
- Linda Wagner-Martin. Sylvia Plath: A Literary Life. — New York : Vermilion Books, 1987.
- Anita Helle. The Unraveling Archive: Essays on Sylvia Plath. — The University of Michigan, 2007.
- Kathleen Connors, Sally Bayley. Eye Rhymes: Sylvia Plath's Art of the Visual. — Oxford University Press, 2007.
- Kate Moses. Wintering: A Novel of Sylvia Plath.
- Ronald Hayman. The Death and Life of Sylvia Plath. — William Heinemann Ltd, 1991.
- Connie Ann Kirk. Sylvia Plath. — Prometheus Books, 2009.
- Catherine Bowman. The Plath Cabinet. — Ney York : Four Way Books, 2009.
- Erica Wagner. Ariel's Gift. — London : Faber&Faber, 2000. — 320 p.

## Твори
| - The Colossus and Other Poems (1960) - Ariel (1961—1965) - Three Women: A Monologue for Three Voices (1968) - Crossing the Water (1971) - Winter Trees (1971) - The Collected Poems (1981) - Selected Poems (1985) - Plath: Poems (1998) - Sylvia Plath Reads, Harper Audio (2000) (Audio) | - Під скляним ковпаком (1963), під псевдонімом Вікторія Лукас - Letters Home: Correspondence 1950—1963 (1975) - Johnny Panic and the Bible of Dreams: Short Stories, Prose, and Diary Excerpts (1977) - The Journals of Sylvia Plath (1982) - The Magic Mirror (1989) - The Unabridged Journals of Sylvia Plath, під ред. Карен В. Кукіл (2000) |  |

### Дитяча література
- The Bed Book (1976)
- The It-Doesn't-Matter-Suit (1996)
- Collected Children's Stories (UK, 2001)
- Mrs. Cherry's Kitchen (укр. Кухня пані Вишеньки 2001)

### Переклади українською
- Вибрані поезії Сильвії Плат в перекладах Оксани Єфіменко
- Кухня пані Вишеньки / Сильвія Плат; пер. з англ. Катерини Міхаліциної. — Львів : Видавництво Старого Лева, 2016. — 36 с.
- Під скляним ковпаком / Сильвія Плат; пер. з англ. Ольги Любарської, іл. Анастасії Стефурак. — Львів : Видавництво Старого Лева, 2017. — 360 с.
- Кикоть В. М. Американська поезія у перекладах Валерія Кикотя. Київ : Видавничий дім «Кондор», 2020. 180 с. [Укр., англ. мови]. ISBN 978-617-7939-17-6.